# Tigros
Tigros S.p.A. è una società italiana della grande distribuzione organizzata, fondata nel 1979 dall'imprenditore Luigi Orrigoni.  
Tigros è presente con 81 supermercati nelle province di Varese, Milano, Como, Pavia, Verbano-Cusio-Ossola, Novara, Vercelli, Monza Brianza e Biella. 
Tigros nasce nel 1979 con l'apertura del primo supermercato a Castronno. 
Nel 2014 viene lanciato il servizio di spesa online Tigros Drive con ritiro nel punto vendita selezionato senza costi aggiuntivi e nel 2016 il servizio Tigros @Casa  con consegna della spesa a domicilio.

## Punti vendita
Questo è il dettaglio della presenza di Tigros:
| Provincia            | Negozi diretti |
| -------------------- | -------------- |
| Varese               | 35             |
| Como                 | 6              |
| Milano               | 20             |
| Novara               | 6              |
| Verbano-Cusio-Ossola | 5              |
| Vercelli             | 2              |
| Pavia                | 4              |
| Monza e Brianza      | 1              |
| Biella               | 1              |
| Totale punti vendita | 80             |